# Hotel Zlatá Husa
Hotel Zlatá Husa je hotelový dům postavený ve stylu art deco na Václavském náměstí, na adrese č. p. 839/7, 110 00 na Novém Městě, Praha 1 podle návrhu architekta Emila Králíčka. Roku 1964 byl pak propojen se sousedním Hotelem Ambassador.

## Historie

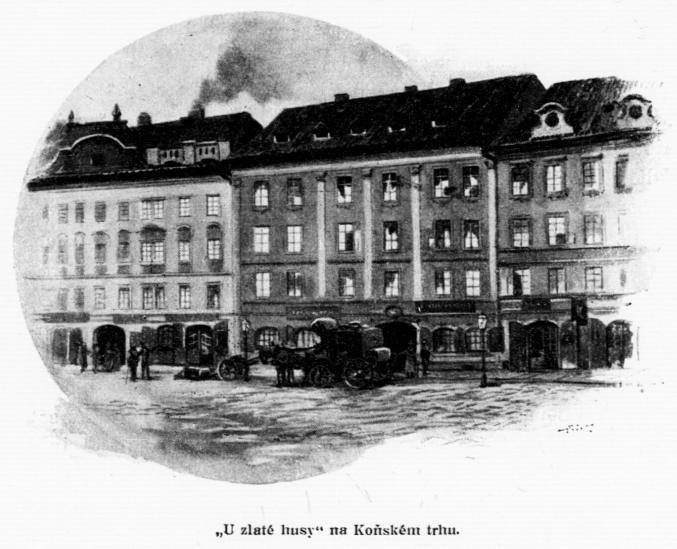
Hostinec U Zlaté Husy okolo roku 1850

Domovní parcela nesla historický název U Zlaté husy. Hotel byl vystavěn z letech 1909 až 1910. Autorem návrhu stavby byl známý architekt Emil Králíček, který pracoval pro stavebního podnikatele Matěje Blechu, jehož firmou byla stavba realizována. Roku 2004 prošel hotel kompletní rekonstrukcí.

## Popis
Pětipodlažní dům je vystavěn ve stylu art deco. Budově dominuje centrální portál s balkony, fasáda a římsy jsou vyzdobeny art decovými maskarony. Hotel nabízí celkem 162 pokojů, nachází se zde též restaurace a konferenční prostory.